# Princes Town (regio)
Princes Town is een regio in Trinidad en Tobago.
Princes Town telt 85.682 inwoners op een oppervlakte van 621 km².